# L'Art de la compassion
L'Art de la compassion est un livre du 14e dalaï-lama paru en 2002 avec la collaboration de Nicholas Vreeland.

## Résumé
Remarquant l’importance grandissante de l'interdépendance planétaire, le dalaï-lama appelle à développer la compassion, une possibilité des humains que n’ont pas les animaux, et devenant une responsabilité dans sa résolution. La méthode qu’il propose tient d’un développement tant d’un bonheur personnel que d’une compassion et d’un amour bienveillant pour autrui. 
Le livre est basé sur des conférences données à New York en 1999, organisées par Nicholas Vreeland, un moine bouddhiste. Son inspiration est puisée dans trois ouvrages : Étapes de la méditation, du maître indien Kamalaśīla, Les Trente-Sept Pratiques des Bodhisattvas, de Togmay Sangpo, et Les Huit Stances de l'entraînement de l'esprit, de Langri Tangpa. La voie proposée, accessible à tous, est celle de la méditation, une méthode qui s'articule avec la psychologie et l'intellect.
Le livre comprend aussi une post-face de Khyongla Rato Rinpoché et Richard Gere.
L'ouvrage devint un best-seller à New York.